# 布莱克豪森
布莱克豪森（德語：Bleckhausen）是德国莱茵兰-普法尔茨州的一个市镇。总面积6.32平方公里，总人口291人，其中男性135人，女性156人（2011年12月31日），人口密度46人/平方公里。